# ۳۱ روباه
۳۱ روباه یک ستاره است که در صورت فلکی روباهک قرار دارد.